# Fleroya rubrostipulata
Fleroya rubrostipulata är en måreväxtart som först beskrevs av Karl Moritz Schumann, och fick sitt nu gällande namn av Yun Fei Deng. Fleroya rubrostipulata ingår i släktet Fleroya och familjen måreväxter. Inga underarter finns listade i Catalogue of Life.